# Sint-Pieters-Aaigem
Sint-Pieters-Aaigem is een voormalig gehucht en wijk in de Belgische stad Gent. De wijk ligt ten zuiden van de oude stadskern, buiten de vroegere muren in de buurt van het huidige Sint-Pietersstation.

## Geschiedenis
Sint-Pieters-Aaigem was net als het iets verder oostelijk gelegen Sint-Pieters-Aalst van Frankische oorsprong en hoorde tot het einde van het ancien régime tot het Sint-Pietersdorp extra-muros (buiten de muren). Dit Sint-Pietersdorp was een landelijk gebied ten zuiden van de stadsmuren dat toebehoorde aan de Gentse Sint-Pietersabdij, gelegen tussen de Leie in het westen en de Schelde in het oosten. Het noordelijk deel van dit Sint-Pietersdorp werd in de middeleeuwen in de stad opgenomen. Het zuidelijk deel bleef een landelijk gebied met verspreide bebouwing.
Sint-Pieters-Aaigem lag ten zuiden van de Kortrijksepoort. Ten westen loopt de Leie. Op de Ferrariskaart uit de jaren 1770 staat het gehucht weergegeven als "St. Peetersayghem". Het gebied toonde een verspreide bebouwing, met ten westen naar de Leie toe een onbebouwd, moerassig gebied. Via Sint-Pieters-Aaigem liep de Kortrijksesteenweg via het gehucht Maalte naar de Kortrijksepoort en het stadscentrum. Op het eind van het Ancien Régime werden de kerkelijke goederen afgeschaft en het Sint-Pietersdorp kwam onder stedelijk gezag
Ook de Atlas der Buurtwegen toonde halverwege de negentiende eeuw nog het gehucht "St. Pieters-Aygem" met sporadische bebouwing. Op deze kaart werd de wijk in oost-westrichting al doorsneden door de spoorweg van Gent naar Brugge. Ook het gehucht Ganzendries en het Patijntje zijn op de kaart te zien.
Op het eind van de negentiende eeuw kregen de toen bestaande straten hun naam. Pas in het begin 20ste begon de urbanisatie van het gebied. In de periode 1908-1912 werd in de wijk het nieuwe Gentse Sint-Pietersstation gebouwd en nieuwe lanen die van hieruit uitwaaieren werden aangelegd. Het moerassig gebied in het westen, gelegen tussen de spoorweg en de Leie werd vanaf de jaren 30 verstedelijkt. Het gebied ten zuiden van de spoorweg bleef langer onbebouwd. Dit gebied werd later doorsneden door de Ringvaart, die in 1969 werd ingehuldigd.
De huidige Aaigemstraat verwijst nog steeds naar het oude Sint-Pieters-Aaigem.

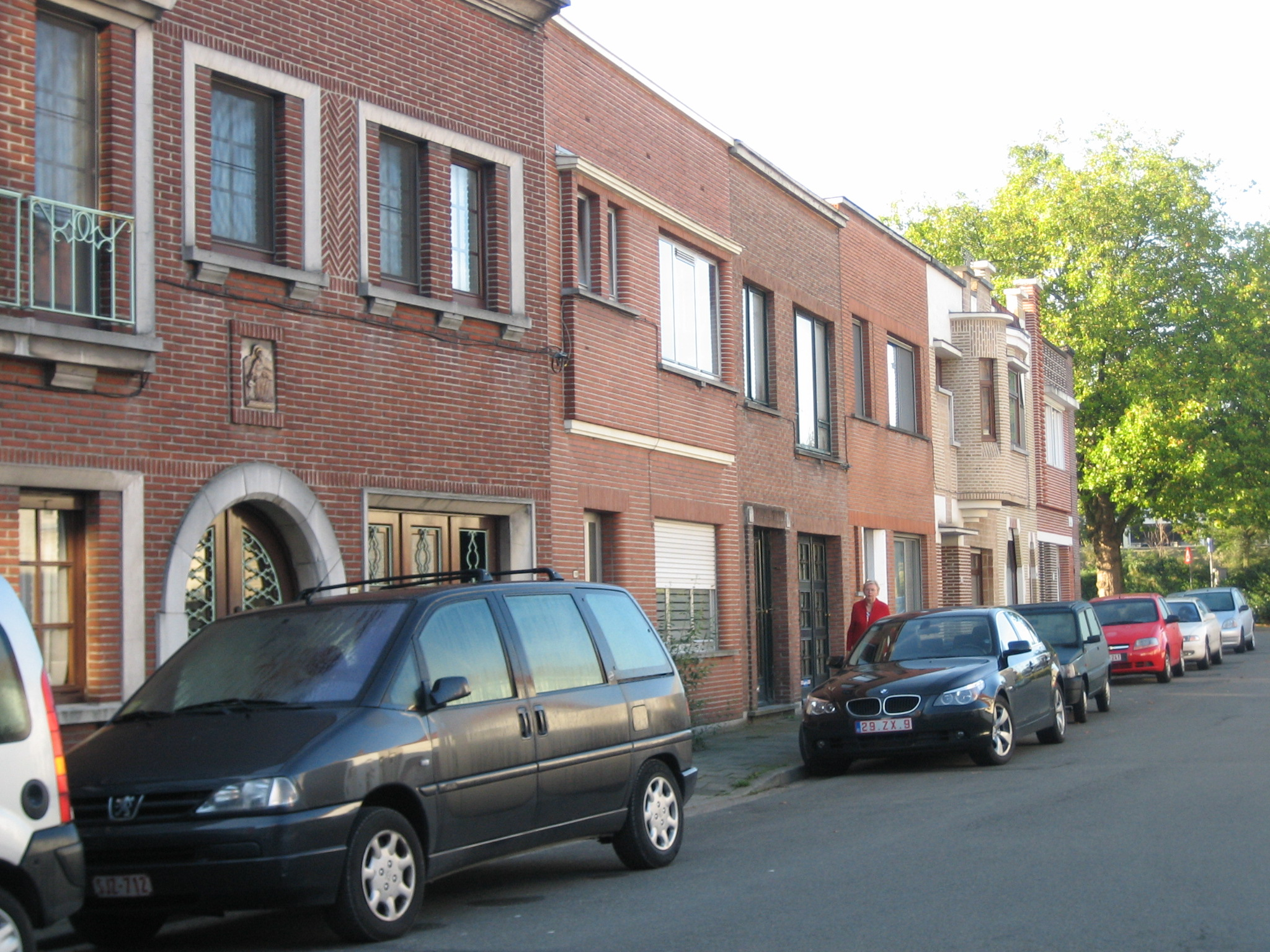
Huizenrij in de Aaigemstraat

Deelgemeenten: Afsnee · Desteldonk · Drongen · Gent · Gentbrugge · Ledeberg · Mariakerke · Mendonk · Oostakker · Sint-Amandsberg · Sint-Denijs-Westrem · Sint-Kruis-Winkel · Wondelgem · Zwijnaarde

Overige dorpen, gehuchten en wijken:
Belgische gemeenten · Arrondissement Gent · Oost-Vlaanderen · Vlaanderen